# Jim Inhofe
Jim Inhofe, właśc. James Mountain Inhofe (ur. 17 listopada 1934 w Des Moines, zm. 9 lipca 2024 w Tulsa) – amerykański polityk, w latach 1994–2023 senator ze stanu Oklahoma (wybrany w 1994 w wyborach uzupełniających i ponownie w 1996, 2002, 2008, 2014 i 2020), członek Partii Republikańskiej. W latach 1987–1994 zasiadał w Izbie Reprezentantów.
Inhofe był jednym z największych sceptyków globalnego ocieplenia w Kongresie. W rankingu League of Conservation Voters z 2008 zajął pierwsze miejsce pod względem systematycznego głosowania przeciwko ustawom mającym chronić środowisko.